# 康耀红
康耀红（1963年5月—），男，汉族，陕西韩城人，中华人民共和国政治人物，曾任全国政协常务委员、海南省人大常委会副主任、民盟中央常委、海南省委主委。

## 生平
2008年，当选第十一届全国政协常务委员，代表中国民主同盟，分入第六组。。2014年2月当选海南省科协主席。2018年1月，当选第十三届全国政协委员。